# Химерино
Химерино (грч. Χειμερινό) је насељено место у општини Горуша у периферији Западна Македонија, Грчка. Према попису из 2021. године било је 44 становника.
Према бугарском географу и историчару, Василу Канчову, у Химерину је 1900. године живело 160 Грка муслимана (Валахади) и 160 Грка хришћана. Химерино се налази у области Населица, која је некада била насељена словенским становништвом које је касније хеленизовано. Године 1923. муслиманско становништво је приндно исељено у Турску а на њихово место је насељена 61 грчка избегличка породица, укупно 216 особа. На попису из 1928. године Химерино је имао 217 становника. Село се раније звало Вајпис.